# Ninian Park
Pour les articles homonymes, voir Ninian.
Le Ninian Park, aussi appelé Sloper Park, (surnommé The Old Lady, The Bearpit) était un stade de football de Cardiff (Pays de Galles). C'était l'enceinte du Cardiff City FC. Ce stade de 21 508 places fut inauguré le 1er septembre 1910.
Le stade porte le nom de Ninian Crichton-Stuart, qui a participé à son financement.
Le record d'affluence était de 62 634 spectateurs le 17 octobre 1959 pour un match international pays de Galles-Angleterre. Le terrain fut équipé d'un système d'éclairage pour les matchs en nocturne en octobre 1960.
Fermé et démoli en 2009, le Cardiff City FC joue depuis dans le nouveau Cardiff City Stadium.